# 黃尾巴塔鱨
黃尾巴塔鱨，為輻鰭魚綱鯰形目鱨科的其中一種，為熱帶淡水魚類，被IUCN列為瀕危保育類動物，分布於亞洲印度Sharavati河流域，體長可達10.7公分，棲息在底層水域，生活習性不明。

## 扩展阅读
維基物種上的相關：黃尾巴塔鱨